# Viré-en-Champagne
Viré-en-Champagne là một xã trong tỉnh Sarthe ở tây bắc nước Pháp. Xã này có diện tích 11,48 km2.